# Mochau
Mochau è un centro abitato della Germania, frazione della città di Döbeln.

## Storia
Il 1º gennaio 2016 il comune di Mochau venne soppresso e aggregato alla città di Döbeln.